# Cesare Amici
Cesare Amici (Anagni, 20 agosto 1925 – 4 gennaio 2003) è stato un politico italiano.

## Biografia
Impiegato, viene eletto alla Camera dei deputati nelle file del Partito Comunista Italiano nel 1976. A Montecitorio è membro della commissione Agricoltura e foreste. Viene poi ricandidato ed eletto alla Camera anche alle elezioni politiche del 1979, rimanendo in carica fino al 1983.
È morto il 4 gennaio 2003 all'età di 77 anni.